# Вольтер, Мишель
Мишель Вольтер (люкс. Michel Wolter; род. 13 сентября 1962, Люксембург) — люксембургский государственный и политический деятель, бизнесмен, бывший игрок в настольный теннис. Депутат Палаты депутатов Люксембурга, министр внутренних дел Люксембурга (1995—2004).

## Биография
Мишель Вольтер родился 13 сентября 1962 года в городе Люксембург, вырос в Эш-сюр-Альзетт. В 1981—1985 годах учился в университете Париж 1 Пантеон-Сорбонна. В 1980—1984 года был международным игроком в настольный теннис. В 1986—1995 годах работал в страховом бизнесе, входит в совет нескольких компаний.

### Семья
Живёт в коммуне Отшараж на юго-западе Люксембурга. Женат, имеет троих детей.

## Политическая деятельность
После парламентские выборов 1984 года стал депутатом Палаты депутатов Люксембурга от Христианско-социальной народной партии, причём 21-летний Мишель Вольтер стал самым молодым депутатом за историю Люксембурга. После этого он переизбирался на выборах 1989, 1994, 1999, 2004 и 2009 годов.
В 1985—1990 годах Вольтер был председателем молодёжной организации своей партии. В 1987—1994 годах был президентом Теннисной федерации Люксембурга.
В январе 1995 года был назначен министром внутренних дел и министром гражданской службы и административной реформы в правительстве Жана-Клода Юнкера. После выборов 1999 года был переназначен министром внутренних дел с повышенными полномочиями в областях полиции и водной администрации. После выборов 2005 года вышел в отставку из правительства и стал президентом фракции ХСНП в парламенте до 2009 года.
В 2009 году возглавил ХСНП..

## Награды
- Великий офицер ордена Дубовой короны (2000 год)[2]
- Великий офицер Гражданского и военного ордена заслуг Адольфа Нассауского (1999 год)[3]
- Великий офицер ордена Заслуг (1996 год)[4]